# Epitokia

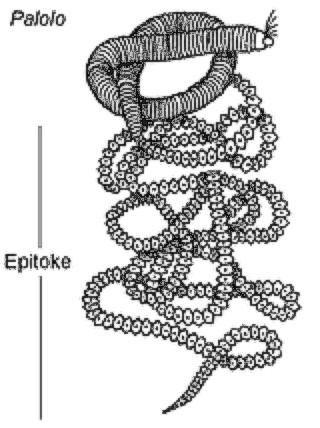
Stadium epitokowe wieloszczeta

Epitokia – powszechny u wielu gatunków wieloszczetów sposób rozmnażania polegający na wytworzeniu pelagicznych form reprodukcyjnych poprzez przekształcenie się całego osobnika (epitokia epigamiczna) lub tylnej części jego ciała (epitokia schizogamiczna) w stadium wytwarzające komórki płciowe (jaja i plemniki). 

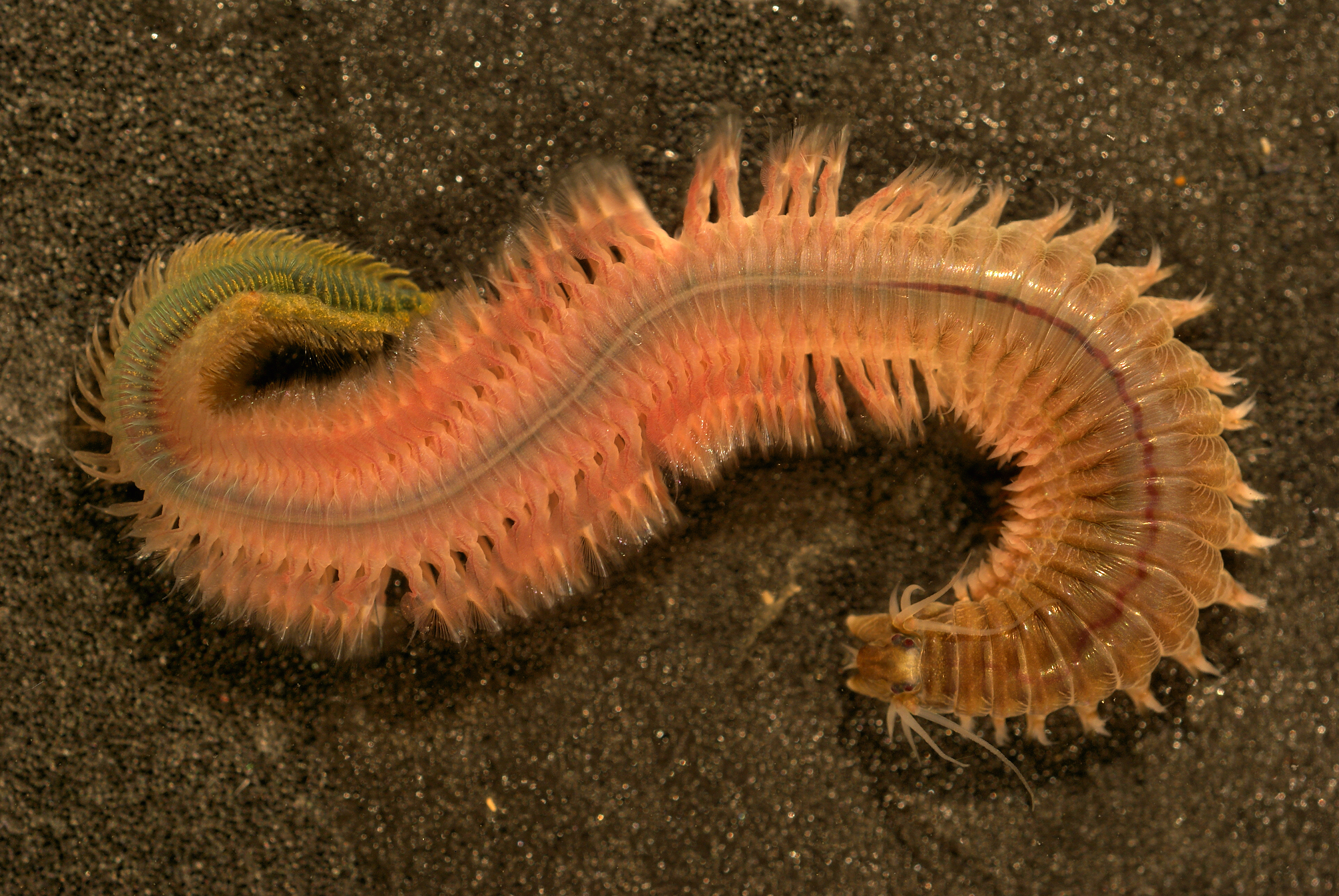
Alitta succinea w stadium epitokowym

Stadia epitokowe (czasami nazywane epitokicznymi) unoszą się do wód powierzchniowych. Tam następuje uwolnienie jaj i plemników, które – po zmieszaniu w wodzie – mają większe szanse na zapłodnienie. 
Masowe wystąpienia stadiów epitokowych, nazywane rojeniem się robaków, mają ścisły związek z fazami Księżyca – w przypadku Eunice viridis występują w drugim lub trzecim dniu trzeciej kwadry. 
Stadia epitokowe niektórych gatunków – nazywane robakami palolo – są poławiane masowo przez lokalną ludność jako pokarm, często traktowane jako smakołyk. 
Najbardziej znanymi robakami palolo są: pacyficzny Eunice viridis i karaibski Eunice fucata.